# 小行星1044
小行星1044（1044 Teutonia）是一颗围绕太阳公转的小行星。1924年5月10日，卡爾·威廉·萊茵姆特在海德堡发现了此天体。
該小行星以條頓人命名。
这颗小行星的绝对星等为11.01等。